# Günter Csar
Günter Csar (* 7. März 1966 in Zell am Ziller, Tirol) ist ein ehemaliger österreichischer Nordischer Kombinierer und Trainer des Nationalteams des Österreichischen Skiverbandes. Seine größten Erfolge waren die olympische Bronzemedaille 1988 und der Weltmeistertitel 1991, die er beide in der Staffel erreichte.

## Karriere
Der Tiroler begann 1980 mit dem Training in der Nordischen Kombination. Drei Jahre später nahm er erstmals an Junioren-Weltmeisterschaften teil, 1986 gewann er bei diesem Ereignis die Silbermedaille hinter Andrei Dundukow aus der Sowjetunion und vor dem Tschechoslowaken František Repka. Ab Mitte der 1980er Jahre wurde Csar regelmäßig bei Weltcupveranstaltungen eingesetzt, bei denen er sich in den folgenden Jahren mehrmals unter den besten Zehn platzierte. Sein vorderstes Ergebnis waren dabei zwei fünfte Ränge, von denen er den ersten zum Auftakt der Saison 1986/87 erreichte: In Canmore hatte er nach dem Springen zwischenzeitlich gar auf dem dritten Platz gestanden. Sechs Jahre später gelang ihm beim Weltcup in Murau ein weiteres Top-5-Resultat.
Die größten Erfolge während seiner Zeit im Nationalkader des ÖSV feierte Csar im Mannschaftswettbewerb. Bei den Olympischen Spielen 1988 in Calgary gewann er gemeinsam mit seinem Cousin Hansjörg Aschenwald und Klaus Sulzenbacher die Bronzemedaille. Im Laufen hatte Csar – dessen stärkere Teildisziplin insgesamt das Springen war – sein Team dabei zwischenzeitlich in Führung gebracht. 1991 siegte die Mannschaft um Csar, Sulzenbacher und Klaus Ofner bei der Weltmeisterschaft 1991 im Val di Fiemme und holte damit den ersten Weltmeistertitel für Österreich in der Nordischen Kombination, mit 1:16,4 Minuten Vorsprung auf die zweitplatzierten Franzosen.
Nach seinem Karriereende wurde Csar 1996 Kombinationstrainer im Österreichischen Skiverband. Von 2000 bis 2004 betreute er als Techniktrainer die Trainingsgruppe 1 rund um Felix Gottwald, Christoph Bieler, Michael Gruber und Mario Stecher. 2008 wurde er ÖSV-Nachwuchsreferent in der Nordischen Kombination. Parallel dazu setzte ihn der Ski-Weltverband FIS seit 2005 bei verschiedenen Wettkämpfen, darunter Weltmeisterschaften und Olympischen Spielen, als Technischen Delegierten ein. Bei den Weltmeisterschaften 2019 in Seefeld war Csar als Rennleiter für die Koordination und Wettkampfleitung der Nordischen Kombination zuständig und präsentierte unter anderem gemeinsam mit Sulzenbacher die österreichische Fahne bei der Eröffnungsfeier.

## Auszeichnungen (Auszug)
- 1996: Goldenes Verdienstzeichen der Republik Österreich[7]